# 서천 당정리 고분군
서천 당정리 고분군(舒川 堂丁里 古墳群)은 충청남도 서천군 종천면 당정리에 있는 백제의 고분군이다. 2010년 2월 22일 충청남도의 기념물 제180호로 지정되었다.

## 개요
당정리 고분군의 축조시기는 6세기 후반에서 7세기 전반을 중심으로 한 시기에 조성된 것으로 일부 지역에 대한 조사결과 백제시대 고분 21기가 상당히 밀집된 상태로 횡혈식석실분, 횡구식석실분, 수혈식석곽분 등 다양한 묘제가 확인되었으며 내부에서는 단경호, 직구단경호, 소형 병, 개배, 금동세환이식, 철부, 철겸, 방추차, 관못 등이 출토되었다.
백제 사비기는 분묘의 규격화나 유물의 박장화 등을 통한 묘․장제까지 통제하는 등 지방통치 질서의 강화로 지역의 토착기반이 와해되는 시기임에도 불구하고 당정리 고분군은 등고선 방향의 장축방향, 유물의 부장 등 지역집단의 토착적 문화전통이 유지되고 있어 당시 서천지역의 고분 조영양상과 성격, 전통적 문화상을 밝히는데 중요한 자료이다.
또한 유사한 시기로 판단되는 서천 봉선리 유적과 추동리 유적과는 달리 중앙묘제적 성격보다는 지역의 토착적 성격이 강한 것으로 보아 서천지역 내에서도 백제시대 중앙과의 관련성이나, 문화적 이행과정에서 지역적 차이를 보이고 있어 당시 백제 지방통치의 성격을 고찰할 수 있는 중요한 유적이다.

## 같이 보기
- 서천 봉선리 유적 (사적 제473호)

## 참고 자료
- 서천당정리고분군 - 국가유산청 국가유산포털